# Rolf Nevanlinna
Rolf Nevanlinna   (Joensuu, 22 d'octubre de 1895 - Hèlsinki, 28 de maig de 1980) va ser un matemàtic finès.

## Vida i Obra
Nevanlinna va néixer en una família de matemàtics i professors de matemàtiques de cognom Neovius, però el seu pare va canviar el cognom familiar pel de Nevanlinna el 1906. La família es va traslladar de Joensuu a Hèlsinki el 1903, quan van canviar el destí del seu pare, que era professor de secundària de matemàtiques. Nevanlinna va fer els estudis secundaris a Helsinki, igual que el seu germà, un any més gran, Frithiof. El 1913 es va matricular a la universitat d'Helsinki per estudiar matemàtiques, com el seu germà. El 1919 va obtenir el doctorat, amb una tesi dirigida per Lindelöf, que era cosí del seu pare.
Els anys següents no va tenir una plaça docent assegurada i va haver de treballar com professor de secundària i com matemàtic per una companyia d'assegurances. Tot i així, van ser els seus anys més creatius que van culminar el 1925 amb la publicació de l'article en que es va establir la teoria de Nevanlinna sobre les funcions meromorfes. El 1926 va ser nomenat professor de la universitat d'Helsinki, de la qual va arribar a ser rector entre 1941 i 1945, durant la Segona Guerra Mundial. Aquesta época va ser especialment fosca ja que, seguint l'ambient pro-nazi general de Finlàndia, es va convertir en portaveu del Batalló de Voluntaris finesos de les Waffen-SS, reclutant molts joves per nodrir les seves files. La seva primera dona es declarava ferm admiradora de Hitler. Tot i així, això no va ser obstacle per a que aconseguís alliberar el matemàtic jueu francès André Weil d'una mort quasi segura.
Acabada la guerra va ser obligat a dimitir pel nou govern finès i el 1946 va ser nomenat professor de la universitat de Zúric on va romandre fins a la seva jubilació el 1963, retornant a Finlàndia i on encara va ser durant uns anys canceller de la universitat de Turku. El 1958, després de divorciar-se, es va casar amb l'escriptora i traductora finesa Sinikka Kallio. El 1976 va publicar les seves memòries sota el títol finès de Muisteltua (Va recordar).
La Unió Matemàtica Internacional (IMU), de la que Nevanlinna va ser president (1959-1962), va instaurar el Premi Nevanlinna el 1981 per premiar treballs matemàtics rellevants en ciències de la computació, cosa que no tenia gaire sentit perquè Nevanlinna no tenia cap aportació important en aquest camp. Després d'una campanya liderada pel matemàtic rus-americà Alexander Soifer al·legant el passat filo-nazi del personatge, l'any 2018 la IMU va decidir canviar el nom del premi pel de Premi Abacus, al mateix temps que atorgava el darrer premi Nevanlinna.